# Михайловский (Лискинский район)
Михайловский — хутор в Лискинском районе Воронежской области.
Входит в состав Петровского сельского поселения.
Численность населения на 1 января 2011 года — 23 человека.

## География
Расстояния до центра сельского поселения — 7 км.